# Collège libre des sciences sociales
Le Collège libre des sciences sociales (CLSS) est un établissement libre d’enseignement supérieur fondé à Paris en 1895.

## Histoire

### Contexte et genèse
La fin du XIXe siècle est marqué par l'influence de professeurs qui, dans le sillage du positivisme, cherchent à expliquer les problèmes sociaux et les causes des agitations sociales. Plusieurs institutions sont alors créées, telles que l’École libre des sciences politiques. La fondation du Collège libre s’inscrit dans une demande sociale à la fois d’expertise et de « prophétie » croissante tout au long des premières années de la Troisième République, toutes deux justifiées par une analyse en termes de « crise de la société ».
Les instigateurs du Collège libre sont la romancière Dick May, et deux leplaysiens Théophile Funck-Brentano, professeur à l’École libre des sciences politiques, et Pierre du Maroussem, mis en vedette par ses cours libres à la faculté de droit de Paris et ses travaux à l’Office du travail. L'objectif de ce groupe, fortement doté en capital social, était de construire un enseignement social libéré de toute valeur guerrière et de tout esprit de chapelle. Dick May, notamment, fustigeait Sciences Po, qu'elle considérait comme un échec dans sa mission originelle d'organisation des sciences sociales, regrettant qu'elle était devenue une « école administrative ». 
Le projet intellectuel du Collège libre est de former une bibliothèque vivante où le public pourrait consulter « un doctrinaire en chair et en os à la place d’un livre démodé ou d’une transcription parfois infidèle ». Les doctrines sociales, même les plus opposées, devaient y être enseignées « en toute liberté », accompagnées des outils de méthode notamment les procédés de l’enquête monographique ou statistique, mais aussi d’expériences pratiques et de visites industrielles et sociales, et à partir de 1906, de voyages d’étude. La recherche du progrès social créait seule l’unité, qu’elle soit dans l’action de réforme ou tendue vers un idéal. Le Collège s’obligeait ainsi autant au devoir d’instruction qu’à celui d’éducation « d’homme à homme, de professeurs à élèves et de professeur à professeur, par l’association du dévouement, par le contact et l’exemple ». Cette union éclectique de personnalités irréductibles engendrera ce que les élèves appelleront « l’esprit du Collège ».

### Création
Le Collège libre est installé dans l'hôtel des sociétés savantes, à Paris. 

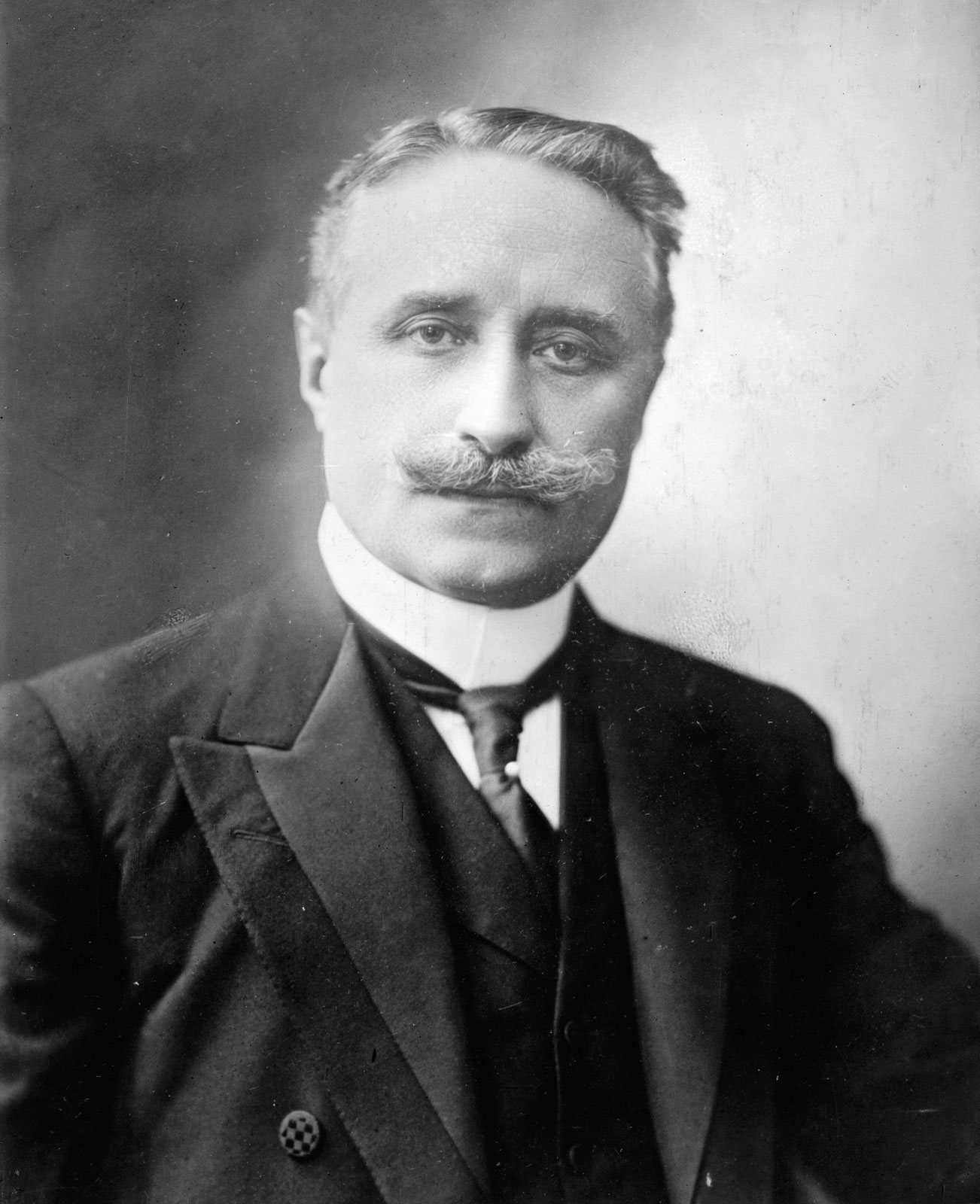
Paul Deschanel, président du Collège libre des sciences sociales à partir de 1904.

D’inspiration première leplaysienne, le Collège va se faire la spécialité de « l’étude désintéressée des grands problèmes sociologiques, économiques et politiques d’actualité » dans leur relation avec le réel. En 1895, ses promoteurs exposent leur idée d’un enseignement social ouvert à la jeunesse instruite et complémentaire aux études supérieures classiques ou professionnelles où ils donnent à la connaissance un rôle civique. L’objectif initial s’apparente vite aux missions assignées à l’éducation par les républicains progressistes comme par les radicaux désireux de faire front au socialisme, voire d’en extraire les données compatibles avec le libéralisme républicain. C’est ainsi que l’avocat Joseph Bergeron, secrétaire général de 1900 à 1929, place le CLSS sous le signe du solidarisme par un incipit emprunté à Léon Bourgeois : « S’il y a un moyen d’établir et de faire durer l’unité morale dans un pays, c’est la libre recherche scientifique ».
Le Collège propose un enseignement construit en deux années sanctionnées, dès 1897, par un diplôme – le certificat d’études sociales – délivré après la soutenance d’un mémoire et inspiré de la formule récente des doctorats à l’Université. À la suite d'une brouille avec Eugène Delbet, premier directeur et qui le restera jusqu'en 1909, Dick May fonde dès 1900 un autre établissement aux motivations proches, l'École des Hautes Études Sociales (EHES), basée rue de la Sorbonne, à proximité de la prestigieuse université parisienne.
Installé en 1899 – jusqu’en 1953 – à l’Hôtel des sociétés savantes, le CLSS dispense une offre d’enseignements sociaux diversifiée : méthodes d’enquêtes ; statistiques et législation ; histoire et géographie ; doctrines sociales ; applications sociales ; expériences pratiques. La formation est structurée, jusqu’à la fin des années 1920, en trois sections : Études historiques et descriptives – Théorie et Méthode – Technologie. Alliant la recherche savante à l’action pratique, des groupes d’études complètent bientôt le dispositif, éveillent les consciences aux nécessités des réformes et élaborent des projets.
Au lendemain de la Première Guerre mondiale, ses objectifs concrets s’infléchissent, accompagnant le renforcement du rôle de l’État, la montée en puissance des corps intermédiaires et des courants diversifiés de la rationalisation économique. L’éducation sociale dont les nécessités sont réaffirmées au CLSS en 1919 par Alfred Barriol, polytechnicien et membre de la Société de sociologie de Paris, s’écarte alors de l’objectif de formation de l’ingénieur social tel que l’avait défini le leplaysien Émile Cheysson pour préfigurer celle du réalisateur organisateur dans l’usine et la vie sociale.

### Après la Seconde Guerre mondiale
Après la Seconde Guerre mondiale, en 1946, le Collège rouvre ses portes sous l’intitulé « Collège libre des sciences sociales et économiques », situant désormais l’établissement, jusqu’en 1973, dans l’offre de formations professionnelles continues. L'une de ses émanations, le Centre de formation supérieure des cadres du commerce et de l’industrie est créé en 1965 par l’économiste, haut fonctionnaire et académicien Jacques Rueff. En 1968, l'école devient l'Institut de préparation à l’administration et à la gestion (IPAG).

## Personnalités

### Quelques professeurs
- Georges Blondel
- Ernest Delbet
- Théophile Funck-Brentano
- Frantz Funck-Brentano
- Alfred Agache
- Ahmed Riza
- Gabriel Olphe-Galliard

### Quelques conférenciers
- Bernard Lazare
- Gabriel Tarde